# Brechmorhoga pertinax
Brechmorhoga pertinax är en trollsländeart. Brechmorhoga pertinax ingår i släktet Brechmorhoga och familjen segeltrollsländor.

## Underarter
Arten delas in i följande underarter:
- B. p. eurysema
- B. p. pertinax
- B. p. peruviana